# Blechnum bicolor
Blechnum bicolor är en kambräkenväxtart som beskrevs av M. Kessler och A. R. Sm. Blechnum bicolor ingår i släktet Blechnum och familjen Blechnaceae. Inga underarter finns listade.